# De vrouw van de Pierrot
De vrouw van de Pierrot is een hoorspel van Rolf Petersen. De KRO zond het uit op dinsdag 17 januari 1961 (met een herhaling op zondag 8 oktober 1995). De regisseur was Léon Povel. De uitzending duurde 84 minuten.

## Rolbezetting
- Fé Sciarone (Ellen)
- Jan Borkus (Simon)
- Alex Faassen jr. (Peter)
- Wiesje Bouwmeester (de moeder)
- Nel Snel (de ziekenzuster)
- Barbara Hoffman (een vrouw)
- Dick Scheffer (de ober)

## Inhoud
Ellen ziet haar vroegere verloofde Simon nu weer regelmatig, omdat ze zijn assistente is geworden. Ze vertelt hem over haar huwelijk met Peter en klaagt dat haar man alleen haar lichaam waardeert en alleen maar “dàt” wil. Ze heeft Simon destijds om dezelfde reden verlaten. Die is van mening dat “zuivere mannen” zeldzaam zijn, maar hij heeft er ooit een ontmoet toen hij in de oorlog in de gevangenis zat. Vijf van de zes mannen in zijn cel sloegen schokkende praat uit over vrouwen en dat greep de zesde, die zij “de Pierrot” noemden, zo aan dat hij zelfmoord probeerde te plegen…